# کوزمان سوتیروویچ
کوزمان سوتیروویچ (مقدونی: Kузман Сотировиќ؛ ۱۶ اکتبر ۱۹۰۸ – ۲۵ ژوئیهٔ ۱۹۹۰) بازیکن فوتبال اهل یوگسلاوی بود.
از باشگاه‌هایی که در آن بازی کرده‌است می‌توان به باشگاه ورزشی مون‌پلیه و باشگاه فوتبال بئوگراد اشاره کرد.
وی همچنین در تیم ملی فوتبال یوگسلاوی بازی کرده‌است.